# Tajuria tussis
Tajuria tussis är en fjärilsart som beskrevs av Druce 1895. Tajuria tussis ingår i släktet Tajuria och familjen juvelvingar. Inga underarter finns listade i Catalogue of Life.